# کانها پورا
کان پوره در شیمکت (به پرتغالی: Cunha Porã) یک منطقهٔ مسکونی در برزیل است که در سانتا کاتارینا واقع شده‌است. کانها پورا ۱۱٬۱۱۸ نفر جمعیت دارد.